# Jordi Xumetra
Jordi Xumetra Feliu (Estartit, Gerona, Cataluña, España, 24 de octubre de 1985) es un exfutbolista español que jugaba como centrocampista.

## Trayectoria
Se formó como jugador en el fútbol base del Fútbol Club Barcelona, militando en el Juvenil "A" en la temporada 2002-03. Tras pasar por la Fundació Esportiva Figueres en Tercera División, jugó en la temporada 2005-06 en el R. C. D. Espanyol "B" entrenado por "Rubí". En el filial espanyolista consiguió el ascenso a Segunda División "B" tras quedar subcampeón del Grupo V de Tercera y superar la promoción de ascenso. En la temporada 2006-07 fichó por el Girona F. C. con el que consiguió el ascenso a Segunda "B" en su primera campaña, y una temporada después consiguió el ascenso a Segunda División con el conjunto blanquirrojo. Afirmó entonces que desearía jugar en la liga inglesa. El 1 de julio de 2010 terminó contrato con el Girona F. C. y firmó por 2 temporadas con el Elche C. F. Marcó un gol en la temporada 2011-12 ante la U. D. Almería desde larga distancia.
Su rendimiento hizo que clubes de primera como el Valencia C. F. se fijaran en él para incorporarlo en un futuro.

En junio del año 2013 fichó como nuevo jugador del Levante U. D., equipo de la Primera División, tras ascender al Elche C. F. también a Primera.
Tras tres temporadas en el Levante U. D., abandonó la disciplina valenciana y recaló en el Real Zaragoza, de Segunda División, entidad con la que firmó por dos temporadas. Tras quedar sin equipo durante todo el inicio de la temporada 2017-18 hasta la apertura del mercado de invierno, fichó en enero de 2018 por la Unió Esportiva Olot de la Segunda División B. Allí pasó tres años y medio en los que jugó casi un centenar de encuentros.
En julio de 2021 firmó por la U. E. Llagostera, donde estuvo hasta final de año para regresar a la U. E. Olot seis meses después de su marcha.
Se fue de Olot al finalizar la temporada 2022-23 después de haber descendido a Tercera Federación. A esta categoría ascendió el F. C. L'Escala, equipo por el que fichó en el mes de julio. Allí compitió el último año de su carrera que finalizó en agosto de 2024.

## Clubes
| Club                  | País   | Año       |
| --------------------- | ------ | --------- |
| F. E. Figueres        | España | 2004-2005 |
| R. C. D. Espanyol "B" | España | 2005-2006 |
| Girona F. C.          | España | 2006-2010 |
| Elche C. F.           | España | 2010-2013 |
| Levante U. D.         | España | 2013-2016 |
| Real Zaragoza         | España | 2016-2017 |
| U. E. Olot            | España | 2018-2021 |
| U. E. Costa Brava     | España | 2021      |
| U. E. Olot            | España | 2022-2023 |
| F. C. L'Escala        | España | 2023-2024 |